# Plusiopalpa adrasta
Plusiopalpa adrasta là một loài bướm đêm trong họ Noctuidae.